# Фурс, Константин Викторович
Константи́н Владимирович Фурс (9 декабря 1935, Одесса — 24 января 1987, Одесса) — советский футболист, нападающий, любимец болельщиков «Черноморца» 50—60-х годов, один из лучших бомбардиров в истории одесского футбола, лучший бомбардир «Черноморца» в эпоху СССР.

## Карьера
Ученик Юзефа Фёдоровича Клацмана.
Начинал играть в одесском «Спартаке». Затем выступал за любительскую команду «Металлурга». Футбольную карьеру сделал в одесском «Черноморце». В 1958 и 1959 годах становился лучшим нападающим клуба. В 1965 году выступал за одесский «Автомобилист».
Чемпион УССР 1961 года.
Лучший бомбардир «Черноморца» в чемпионатах СССР среди команд класса «Б» (82 мяча).

## Биография

### Детство. Семья
Родился в Одессе на Большой Арнаутской улице. Отец — Фурс Владимир Данилович (похоронен на Втором христианском кладбище Одессы, участок 101). Мать — неизвестно. Сестра — Лидия Владимировна (умерла в период с 1970-го по 1975 гг.). Вырос без родителей у бабушки и дедушки. Старший брат Константина тоже увлекался футболом, но не заиграл, так как пошёл по этапу. Могла не заладиться карьера и у младшего Фурса, в молодости тоже попадавшего в разные передряги. Избежал подобной участи благодаря Юзефу Клацману, тренировавшему юношескую команду «Спартак» на одноимённом стадионе.
В 1956 году Пётр Ступаков пригласил Фурса в «Пищевик», но тренеру  пришлось серьёзно попотеть: Константин попал в очередные неприятности, и ему грозил срок. Ступаков вытащил его в надежде на то, что футбол отвлечёт талантливого футболиста от бродяжнической жизни.

### Костя Япончик
Имел прозвище Кот. По одной из версий получил его после того как в одном из матчей «обокрал» вратаря соперника, когда у того был мяч, однако его партнёры по команде утверждают, что это всего лишь производное от его имени, равно как Котя и Котик. В «Черноморце» было прозвище Япончик, данное за внешность.

Из интервью Германа Алексеевича Шуйского:

... Внешне с Котом мы были немного похожи, и за узкий разрез глаз и 37-й размер обуви Фурса называли «Япончиком», а меня «Китайчиком»... — Газета «Одесса-Спорт», 13 сентября 2000 г.

### Взлёт. Рекорды
В первом же своём полноценном сезоне за «Пищевик» Фурс не только стал лучшим бомбардиром команды, забив в чемпионате страны 18 мячей, но и обновил ряд клубных рекордов. 14 августа 1957 года в матче с «Авангардом» Сормово (7:0) стал первым в истории одесского клуба автором «покера».
Сезоны 1958, 1959 и 1961 годов тоже были удачными для Фурса: он становился лучшим бомбардиром клуба, а в общей сложности в классе «Б» забил 82 мяча, сделав 1 покер, 5 хет-триков, 20 дублей и в 44 матчах (включая ещё один гол в Кубке СССР) отличался по разу, что также является клубным рекордом.

Из публикации «Черноморец» — чемпион Украины":

Левый полусредний К.Фурс — невысок, очень подвижен. Защитникам тяжело «поймать» его. Кроме финтов и хорошей скорости у Фурса еще и умело поставленный удар. Он почти в каждом матче забивает голы. — А. Чайковский // Еженедельник «Футбол», №45 (76), 5 ноября 1961 г.
Фурс вошёл в историю одесских дерби «Черноморца» и СКА как автор первого гола. В первой официальной встрече моряков и армейцев, которая состоялась 3 июня 1959 года в рамках первенства СССР среди команд IV зоны класса «Б», единственный гол форварда, забитый на 25-й минуте, принёс минимальную победу «Черноморцу».

### Закат
Главные игровые качества Фурса — быстрый рывок на двадцать метров, выбор позиции и хлëсткий удар. Только вот проявить их в высшей лиге ему было не суждено. К сезону-1964 — году прорыва в истории одесского футбола — у Константина начался спад из-за пристрастия к алкоголю. Соответствующие «друзья» периодически втягивали его в разные авантюры, и возглавивший в 1963 году «моряков» Всеволод Бобров, в отличие от Анатолия Зубрицкого, позволявшего Фурсу даже выпивать перед матчами, не стал закрывать глаза на нарушения режима. Таким образом, уже в 28 лет Фурс был вынужден покинуть «Черноморец», после чего в «Автомобилисте», выступавшем в родном для него классе «Б», провёл всего девять безголевых официальных игр, и завершил футбольную карьеру.

### Смерть. Забвение. Память
Кроме футбола ни к чему в жизни Фурс приспособлен не был. Спившись, быстро пошёл по наклонной. Бывшие партнёры по команде пытались ему помочь, но тщетно. Пропив самостоятельную квартиру в переулке Нахимова, полученную от ЧМП, сначала переехал в коммуналку на проспекте Шевченко, а потом докатился до того, что спал под стадионом «Спартак». Однажды его закрыли на ночь в будке под одной из трибун, и его чуть не загрызли крысы Был похоронен на Северном кладбище Одессы (участок 55). Могилу Фурса нашли случайно много лет спустя, повесив на ней соответствующую табличку.

Фурс похоронен на участке среди «второсортных» людей — самоубийц, наркоманов и тому подобных. Большая часть территории участка покрыта табличками «неизвестный», заросшими колючей травой... Впрочем, эта «компания» соответствует его послефутбольным годам... — www.chernomorets.com
В 2011 году «Черноморец» инициировал сбор средств на памятник форварду.

### Признание заслуг

Звезда Константина Фурса на аллее футбольной славы ФК «Черноморец» (Одесса)

Фурс был включён в символический «Клуб бомбардиров 50 Леонида Орехова», учреждённый газетой «Вечерняя Одесса», а в 2001 году вошёл в число лучших футболистов Одессы XX века, заняв по итогам опроса, организованного еженедельником «Одесса-Спорт», 20-е место.
1 сентября 2012 года на аллее футбольной славы ФК «Черноморец» (Одесса) были увековечены первые двенадцать памятных звёзд, одна из которых посвящена Константину Фурсу

## Статистика
| Клуб                  | Сезон            | Чемпионат | Чемпионат | Кубок | Кубок | Всего | Всего |
| Клуб                  | Сезон            | Игры      | Голы      | Игры  | Голы  | Игры  | Голы  |
| --------------------- | ---------------- | --------- | --------- | ----- | ----- | ----- | ----- |
| «Черноморец» Одесса   | 1956             | 3         | 2         | -     | -     | 3     | 2     |
| «Черноморец» Одесса   | 1957             | 33        | 18        | 0     | 0     | 33    | 18    |
| «Черноморец» Одесса   | 1958             | 30        | 10        | 1     | 0     | 31    | 10    |
| «Черноморец» Одесса   | 1959             | 26        | 12        | 0     | 0     | 26    | 12    |
| «Черноморец» Одесса   | 1960             | 32        | 10        | 0     | 0     | 32    | 10    |
| «Черноморец» Одесса   | 1961             | 34        | 17        | 3     | 1     | 37    | 18    |
| «Черноморец» Одесса   | 1962             | 18        | 7         | 3     | 0     | 21    | 7     |
| «Черноморец» Одесса   | 1963             | 20        | 6         | 0     | 0     | 20    | 6     |
| «Черноморец» Одесса   | 1964             | 7         | 0         | 0     | 0     | 7     | 0     |
| «Автомобилист» Одесса | 1965             | 9         | 0         | 1     | 0     | 10    | 0     |
| Всего за карьеру      | Всего за карьеру | 212       | 82        | 8     | 1     | 220   | 83    |

## Рекорды
- Лучший бомбардир «Черноморца» в истории советского футбола: 83 гола
- Лучший бомбардир "Черноморца" в чемпионате СССР среди команд класса Б: 82 гола
- Первым из футболистов «Черноморца» сделал покер в официальном матче
- Первый, кому четырежды покорился титул лучшего бомбардира «Черноморца»] по итогам сезона
- Рекордсмен «Черноморца» по количеству хет-триков во всех соревнованиях: 5
- Единственный игрок в истории одесского футбола, которому удалось забить 10 и более голов в 5 сезонах подряд (1957—1961)